# Poceaiivka, Hrebinka
Poceaiivka (în ucraineană Почаївка) este localitatea de reședință a comunei Uleanovka din raionul Hrebinka, regiunea Poltava, Ucraina.

## Demografie
Componența lingvistică a localității Poceaiivka
     Ucraineană (97,52%)
     Rusă (1,92%)
     Alte limbi (0,45%)
Conform recensământului din 2001, majoritatea populației localității Poceaiivka era vorbitoare de ucraineană (97,52%), existând în minoritate și vorbitori de rusă (1,92%).